# Museo africano
Il Museo africano fu un museo antropologico di Roma, dedicato ai popoli e alle culture delle colonie italiane d'Africa, attivo dal 1904 al 1971. Le sue collezioni furono successivamente trasferite all'Istituto italiano per l'Africa e l'Oriente e, alla liquidazione di quest'ultimo, al Museo delle civiltà nel 2016.

## Storia
Già nel 1904 fu organizzato un Erbario e museo coloniale presso l'Istituto botanico di via Panisperna; nel 1914, l'erbario fu trasferito presso l'Istituto agronomico per l'oltremare di Firenze, e a Roma rimase il singolo Museo coloniale.  Nel 1923 esso fu collocato nel Palazzo della Consulta, allora sede del Ministero delle colonie, dicastero da cui dipendeva. Nel 1929 vi confluirono i materiali sia della Mostra coloniale italiana tenutasi a Genova nel 1914, sia del Museo commerciale e coloniale inaugurato a Napoli nel 1918.
Nel 1935 fu trasferito in un edificio di proprietà del governatorato di Roma in via Ulisse Aldrovandi, adiacente al nuovo Museo Civico di Zoologia, nei pressi del Giardino Zoologico di Villa Borghese: in tale occasione, fu inaugurato da Mussolini ed in seguito prese il nome di Museo dell'Africa Italiana. Il museo fu chiuso tra il 1943 e il 1947, anno in cui riaprì come Museo africano per poi chiudere definitivamente i battenti nel 1971.
La cura delle sue collezioni fu quindi affidata all'Istituto Italo-Africano, che dal 1995 fu riorganizzato come Istituto italiano per l'Africa e l'Oriente (IsIAO), entrambi posti sotto la sorveglianza del Ministero degli esteri. Nel 2011 l'IsIAO fu posto in liquidazione e i reperti passarono dalla competenza del suddetto dicastero al Ministero per i beni e le attività culturali: essi furono acquisiti dal Museo Nazionale Preistorico Etnografico "Luigi Pigorini" all'EUR, il quale nel 2016 confluì a sua volta nel nuovo Museo delle Civiltà.
Fermo restando il Programma 2022 del Museo delle Civiltà, per il 2022 e nei prossimi tre anni si prevede l'attivazione di un gruppo di ricerca multidisciplinare, interdisciplinare e internazionale incentrato sulla ricerca circa le collezioni di provenienza coloniale presenti all'interno del Museo delle Civiltà. Il gruppo di ricerca – composto non solo da accademici, ma anche da artisti, musicisti, scrittori, attivisti e membri delle comunità locali di riferimento – si concentrerà sull'opportunità stessa di esporre gli oggetti delle collezioni e sulle modalità attraverso cui eventualmente farlo. Al centro delle ricerche e delle riflessioni su questi argomenti, poi, ci saranno come temi principi anche le modalità attraverso cui portare avanti le ricerche e le riflessioni stesse, e le vie attraverso cui attuare una politica di restituzioni dei beni culturali. Quest'ultimo argomento in particolare è un tema oggi molto vivo, dalla forte valenza storica e sociopolitica, che sarà perseguito tenendo presente le indicazioni fornite dal Gruppo di lavoro per lo studio delle tematiche relative alle collezioni coloniali presso il Comitato per il recupero e la restituzione dei beni culturali, istituito per decreto dal Ministro della Cultura Dario Franceschini il 18 ottobre 2021 e integrato il 20 aprile 2022 con la partecipazione del Direttore del Museo delle Civiltà.
Come afferma Andrea Viliani, attuale Direttore del Museo delle Civiltà, nel comunicato stampa del 19 luglio 2022 disponibile sul sito dell'istituzione, infatti, «il Museo delle Civiltà non intende quindi aprire nel prossimo futuro un “nuovo” Museo Coloniale, ma provare ad elaborare le possibilità del superamento di una forma istituzionale come questa, immaginando le sue alternative, scaturite dalla ricerca e dalla sua messa in comune nel dibattito artistico, politico, sociale e storico, nazionale e internazionale».
Entro l'autunno 2022 saranno annunciati i primi membri del gruppo di ricerca.

## Opere
Il museo ospitava una ricca collezione fotografica, 350 dipinti, 400 incisioni, acquerelli e stampe, 50 sculture, opere realizzate nei paesi di interesse coloniale per l'Italia o di artisti italiani operanti nelle colonie; gioielli, monete, oggetti d'artigianato, reperti di scavo, strumenti musicali, opere di arte figurativa.
Al suo interno accoglieva anche una biblioteca.